# Foxcatcher
Foxcatcher (bra: Foxcatcher: Uma História Que Chocou o Mundo, ou apenas Foxcatcher) é um filme estadunidense de 2014 do gênero drama, dirigido por Bennett Miller e estrelado por Steve Carrel, Mark Ruffalo e Channing Tatum.

## Sinopse
O filme é baseado na história verídica do campeão olímpico de luta greco-romana, Mark Schultz (Channing Tatum), que sempre treinou com seu irmão mais velho, David (Mark Ruffalo), também campeão olímpico, e que é tratado como uma lenda no esporte. Um dia Mark recebe um convite para visitar o milionário John du Pont (Steve Carell) em sua mansão. Apaixonado pelo esporte, du Pont oferece a Mark que entre em sua própria equipe, a Foxcatcher, onde teria todas as condições necessárias para se aprimorar. Atraído pelo salário e as condições de vida e de trabalho oferecidas, Mark aceita a proposta e, assim, se muda para uma casa na propriedade do milionário. Aos poucos eles se tornam amigos, mas a difícil personalidade de du Pont faz com que Mark acabe seguindo uma trilha perigosa para um atleta, acabando com um resultado trágico.[carece de fontes?]

## Elenco
- Channing Tatum como Mark Schultz
- Steve Carell como John Eleuthère du Pont
- Mark Ruffalo como Dave Schultz
- Vanessa Redgrave como Jean Eleuthère du Pont
- Sienna Miller como Nancy Schultz
- Anthony Michael Hall como Jack
- Guy Boyd como Henry Beck
- Brett Rice como Fred Cole

## Recepção
No consenso do agregador de críticas Rotten Tomatoes diz que o filme é "um verdadeiro drama policial arrepiante, (...) oferece a Steve Carell, Mark Ruffalo e Channing Tatum uma chance de brilhar - e todos os três enfrentam o desafio". Na pontuação onde a equipe do site categoriza as opiniões da  grande mídia e da mídia independente apenas como positivas ou negativas, o filme tem um índice de aprovação de 87% calculado com base em 253 comentários dos críticos. Por comparação, com as mesmas opiniões sendo calculadas usando uma média aritmética ponderada, a nota alcançada é 7,9/10.
Em outro agregador, o Metacritic, que calcula as notas das opiniões usando somente uma média aritmética ponderada de determinados veículos de comunicação em maior parte da grande mídia, tem uma pontuação de 81/100, alcançada com base em 49 avaliações da imprensa anexadas no site, com a indicação de "aclamação universal."

## Prêmios e Indicações
| Ano  | Prêmio                       | Categoria               | Destinatário                 | Resultado |
| ---- | ---------------------------- | ----------------------- | ---------------------------- | --------- |
| 2014 | Festival de Cannes           | Melhor Diretor          | Bennett Miller               | Venceu    |
| 2014 | Festival de Cannes           | Palma de Ouro           | Bennett Miller               | Indicado  |
| 2015 | Oscar                        | Melhor Ator             | Steve Carell                 | Indicado  |
| 2015 | Oscar                        | Melhor Ator Coadjuvante | Mark Ruffalo                 | Indicado  |
| 2015 | Oscar                        | Melhor Diretor          | Bennett Miller               | Indicado  |
| 2015 | Oscar                        | Melhor Maquiagem        | Bill Corso e Dennis Liddiard | Indicado  |
| 2015 | Oscar                        | Melhor Roteiro Original | E. Max Frye e Dan Futterman  | Indicado  |
| 2015 | BAFTA                        | Melhor Ator Coadjuvante | Steve Carell                 | Indicado  |
| 2015 | BAFTA                        | Melhor Ator Coadjuvante | Mark Ruffalo                 | Indicado  |
| 2015 | Critics' Choice Movie Awards | Melhor Ator Coadjuvante | Mark Ruffalo                 | Indicado  |
| 2015 | Critics' Choice Movie Awards | Melhor Maquiagem        | Bill Corso e Dennis Liddiard | Indicado  |
| 2015 | Golden Globe Awards          | Melhor Ator - Drama     | Steve Carell                 | Indicado  |
| 2015 | Golden Globe Awards          | Melhor Ator Coadjuvante | Mark Ruffalo                 | Indicado  |
| 2015 | Golden Globe Awards          | Melhor Filme - Drama    | Melhor Filme - Drama         | Indicado  |
| 2015 | Screen Actors Guild Awards   | Melhor Ator Principal   | Steve Carell                 | Indicado  |
| 2015 | Screen Actors Guild Awards   | Melhor Ator Coadjuvante | Mark Ruffalo                 | Indicado  |

[carece de fontes?]